# Emmen (Nizozemsko)
Emmen je město v nizozemské severovýchodní provincii Drenthe. Žije zde  obyvatel. Město vzniklo jako plánované město sloučením několika vesnic ležících na území dnešního Emmenu. Oblast, kde se dnes město nachází, byla nicméně obývána již od středověku. Významnější expanzi město zažilo až po druhé světové válce. V roce 1957 se ve městě konal 1. ročník Mistrovství světa v šachu žen. Město reprezentuje fotbalový klub FC Emmen, který hraje na místním stadionu De Oude Meerdijk. 